# Черкеска

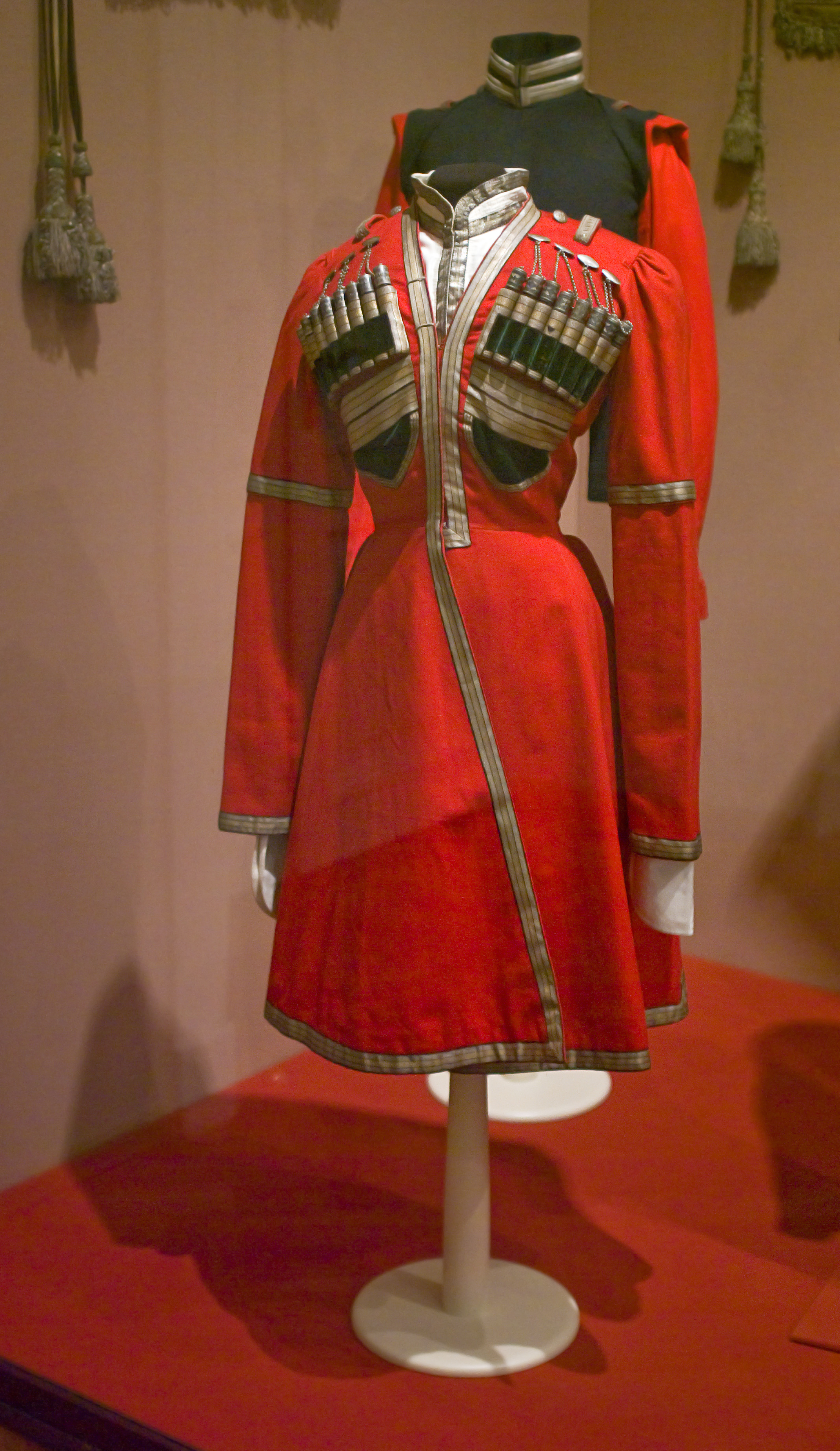
Офицерская черкеска Лейб-Гвардейской казачьей сотни (1829—1855 гг.) из собрания музея гвардии (Эрмитаж, Санкт-Петербург)

Черке́ска, чоха́, чо́ха, чуха́ — разновидность верхней одежды народов Кавказа. В настоящее время практически вышла из употребления как повседневная одежда, но сохранила свой статус как парадная или праздничная.

## Этимология
Русскоязычное название «черкеска» получила от этнонима «черкес», поскольку именно черкесы из кавказских народов первые стали контактировать с русскими (по другой версии, этот этноним применялся к народам Северного Кавказа вне зависимости от этнического и культурного происхождения). Вместе с тем, у каждого народа имеется и своё национальное название черкески.

## Описание
Черкеска идеальна для верховой езды, для передвижения по горам и скалам, при переходе через ручьи и так далее. Она представляет собой распашной однобортный кафтан без воротника с широким V-образным вырезом на груди, открывающим носимый под черкеской бешмет. Изготовляется из сукна недемаскирующих тёмных цветов, являющихся натуральными для шерстяных тканей: чёрного, бурого или серого; а также крашеного сукна — тёмно-красного, тёмно-коричневого, синего и бордового. Белые черкески в старину встречались редко и служили выходной одеждой. Белая черкеска в Кабарде, равно как и другие предметы одежды белого цвета (папахи, бурки), считались прерогативой знати, и потому их было запрещено носить людям неблагородного происхождения. Длина может варьироваться, но обычно подол немного ниже колен (что позволяло согревать колени всадника). Длина традиционно различалась в зависимости от времени, предназначения (повседневная, праздничная) и социального положения носителя. Кроится в талию, со сборами и складками, подпоясывается узким ремнём, пряжка ремня служила кресалом для высекания огня. Кроме того, в старину на поясе носили и другие предметы первой необходимости, кинжал (носившийся спереди), иногда пистолет и шашка. Поскольку воином был каждый, это была одежда для боя, не должна была стеснять движений, поэтому рукава были широкие и короткие, и только старикам рукава делали длинными — согревающими кисти рук. Традиционно черкеска должна плотно облегать фигуру носителя, подчёркивать его стройность, в XIX-XX веках хорошо сшитая, сидящая как влитая черкеска считалась признаком щёгольства. Черкеска всегда носится застёгнутой (традиционно застёгивается на петли и шнуровые пуговицы) и подпоясанной, в старину черкеску нараспашку носили лишь старики, да и то, в своём селении/коше, при том нараспашку носили старые и поношенные черкески. Отличительной особенностью и хорошо узнаваемым элементом являются т. н. газыри или газырницы (от араб. حَاضِر‎ — «готовый») — расположенные на груди по обеим сторона выреза и перехваченные тесьмой специальные кармашки для пеналов, чаще всего костяных, в которых изначально хранились трубочки для заряда огнестрельного оружия, представлявшие собой мерки пороха и завёрнутые в тряпицу пули, отлитые для конкретного ружья. Пенальчики позволяли зарядить кремнёвое или фитильное ружьё на всём скаку. В крайних пенальчиках, расположенных почти под мышками, хранились сухие щепки на растопку. После появления капсюлей и соответствующих ружей с такими воспламенителями пороха, в газырях стали хранить именно их. 

Черкеска на рисунках Григория Гагарина, 1845 год
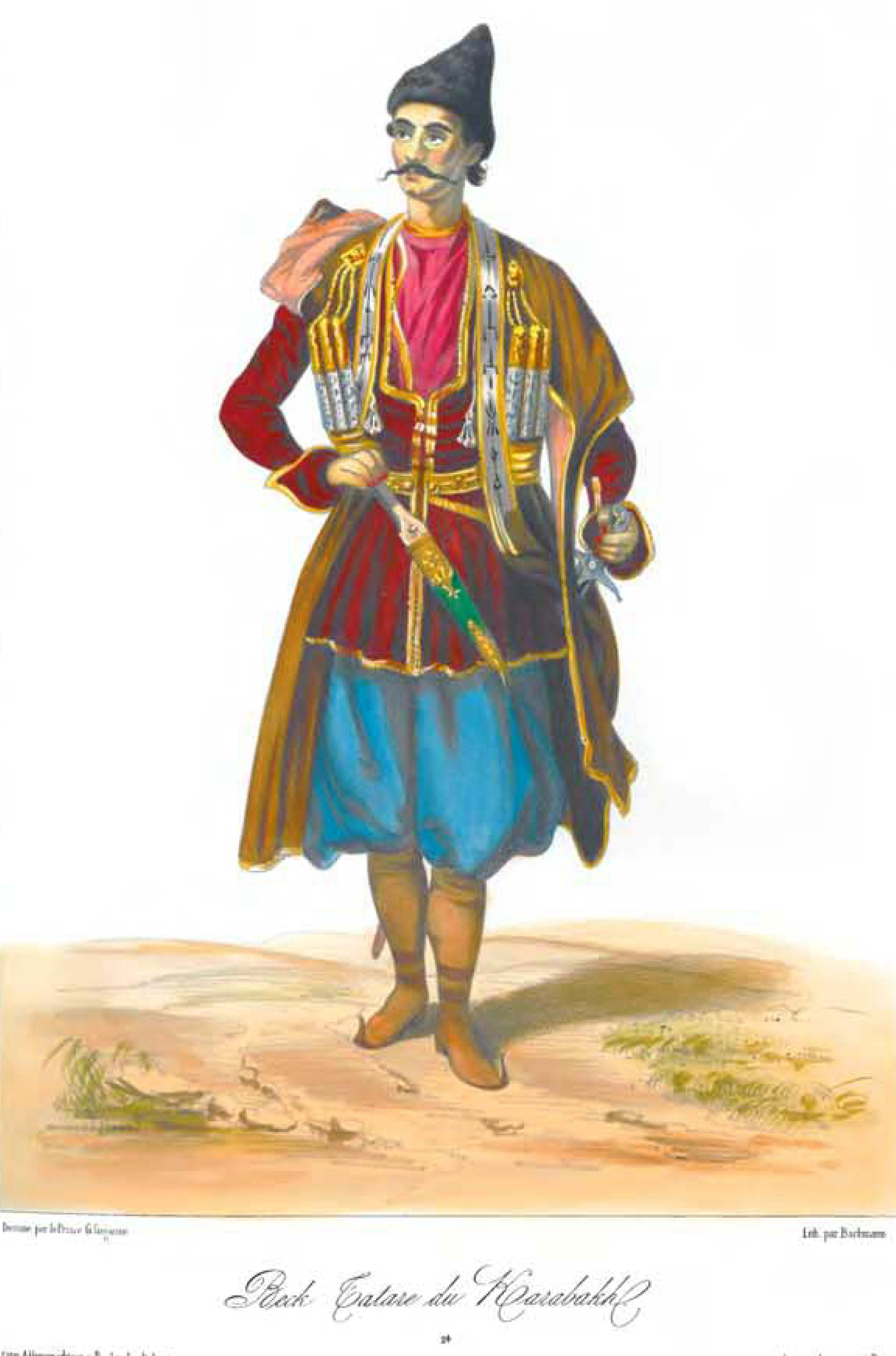
Карабахский азербайджанец
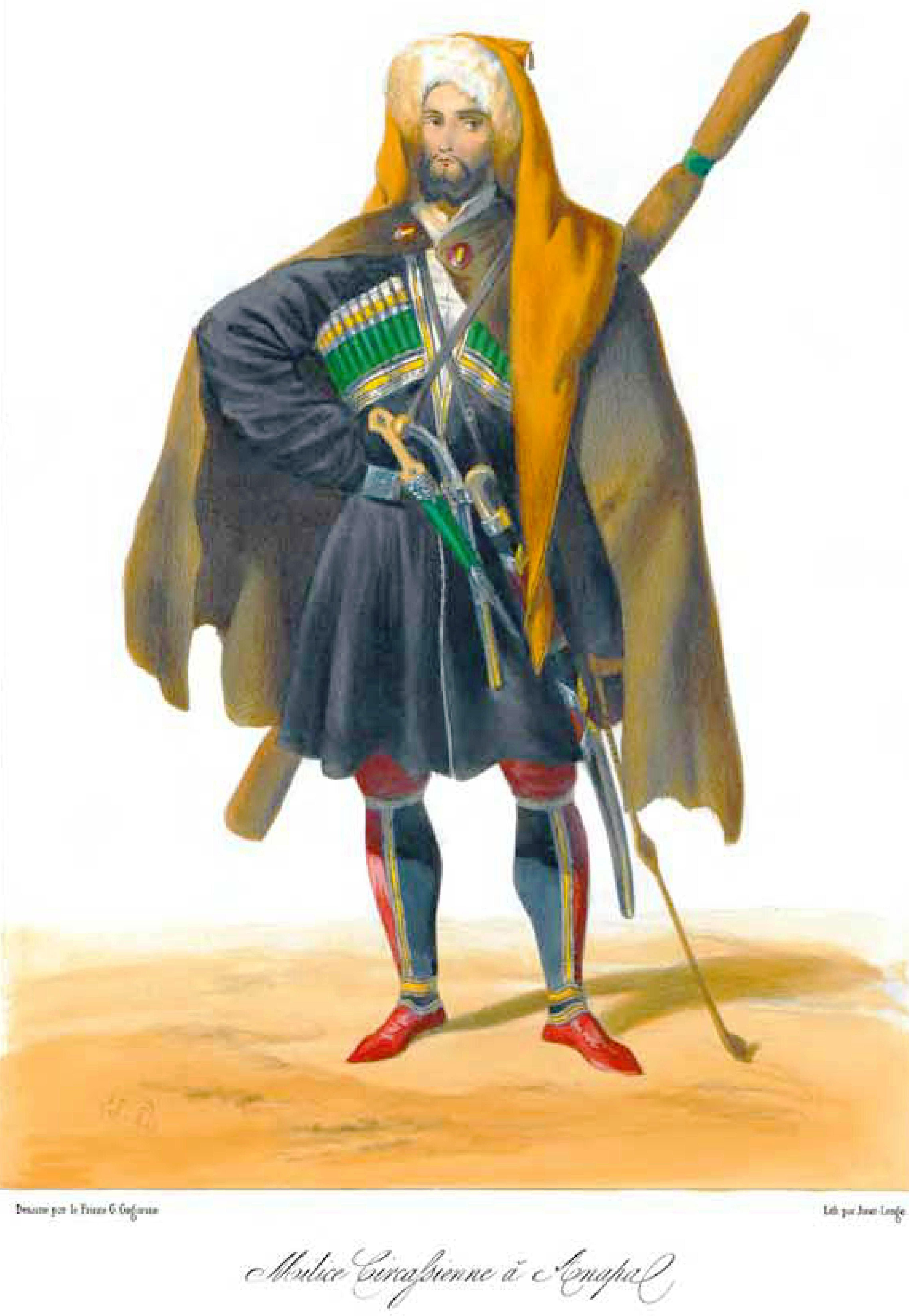
Черкес из Анапы
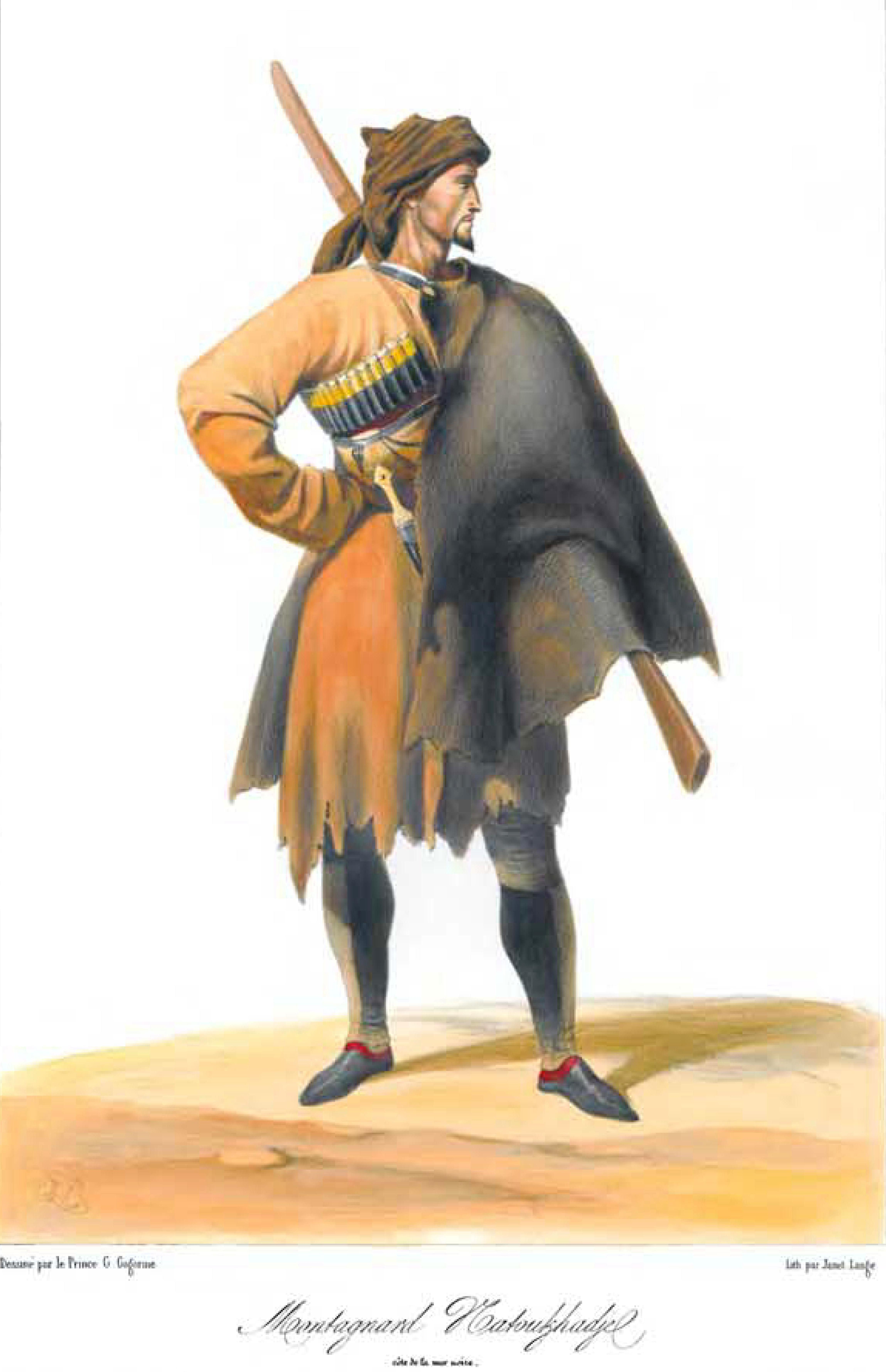
Натухаец
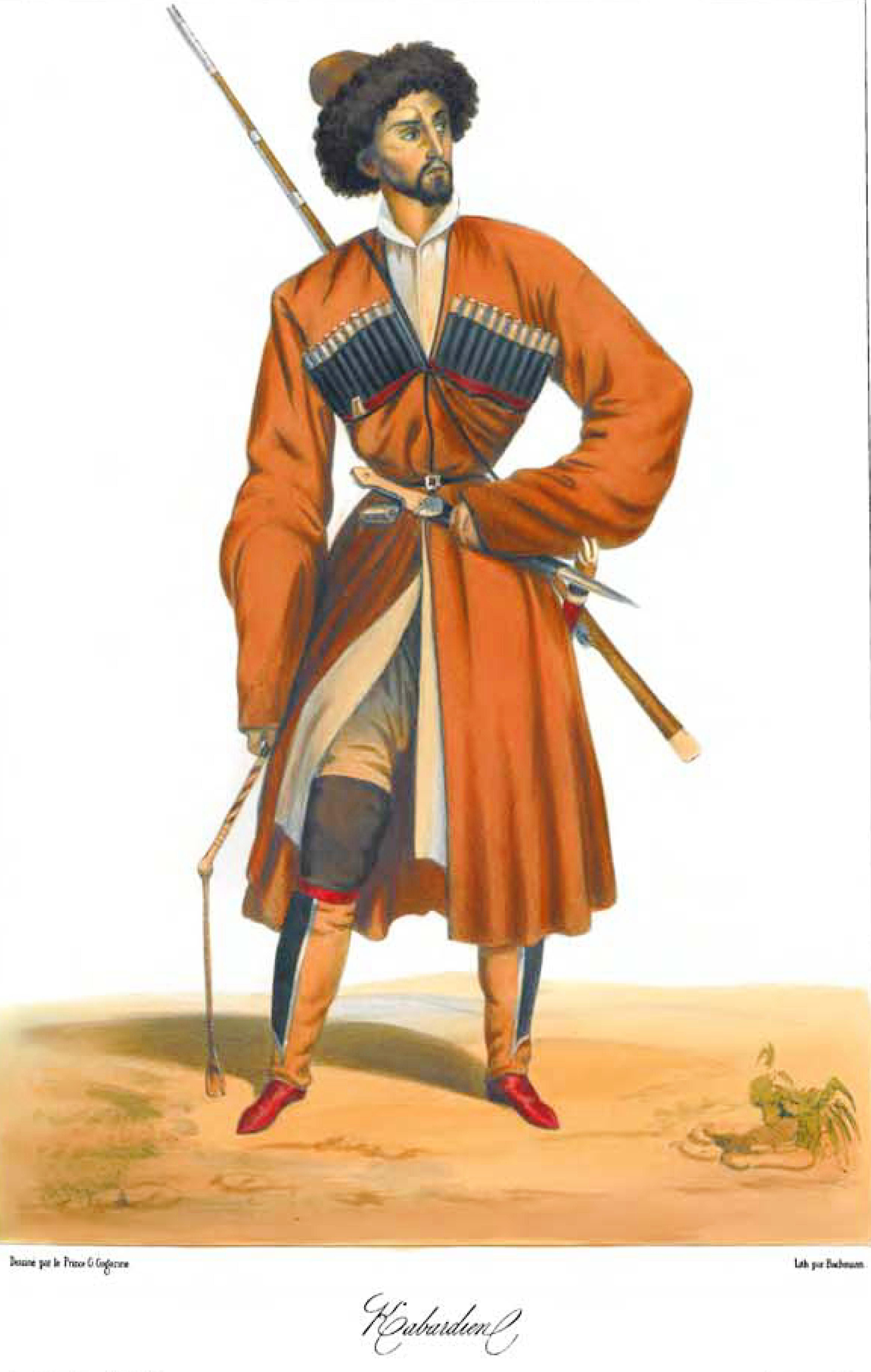
Кабардинец
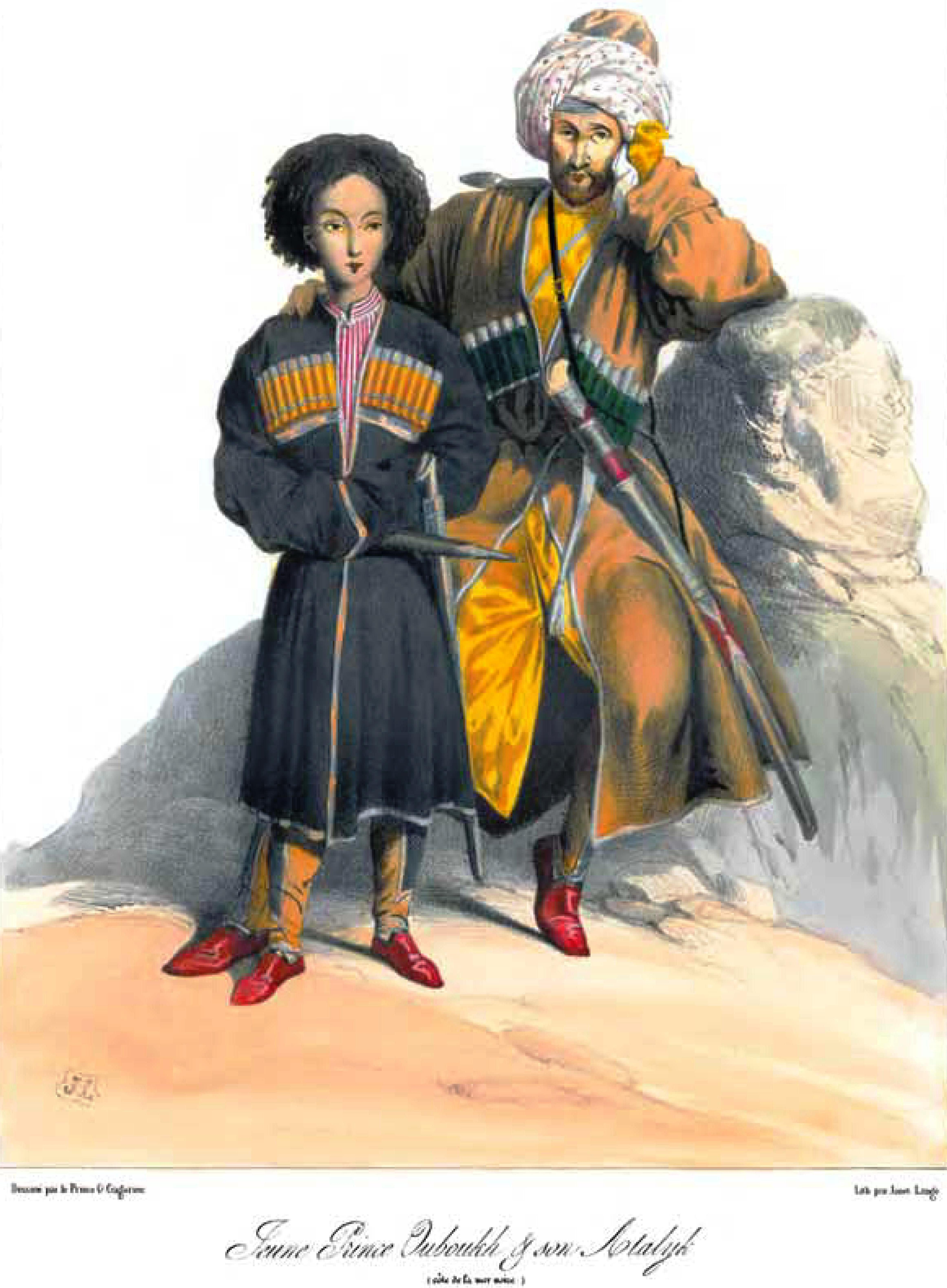
Убыхский князь Хаджи Исмаил Берзек с сыном)
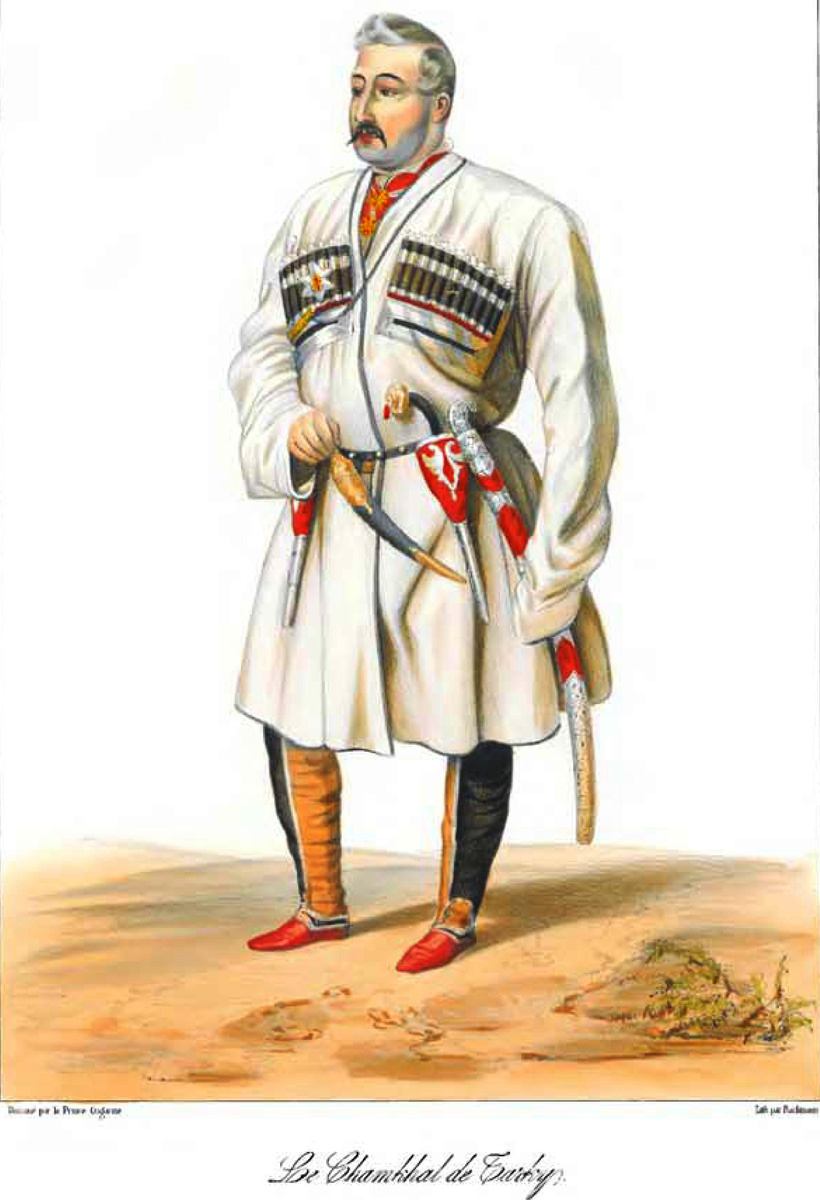
Шамхал Тарковский Абу-Муслим-Хан в черкеске

## История

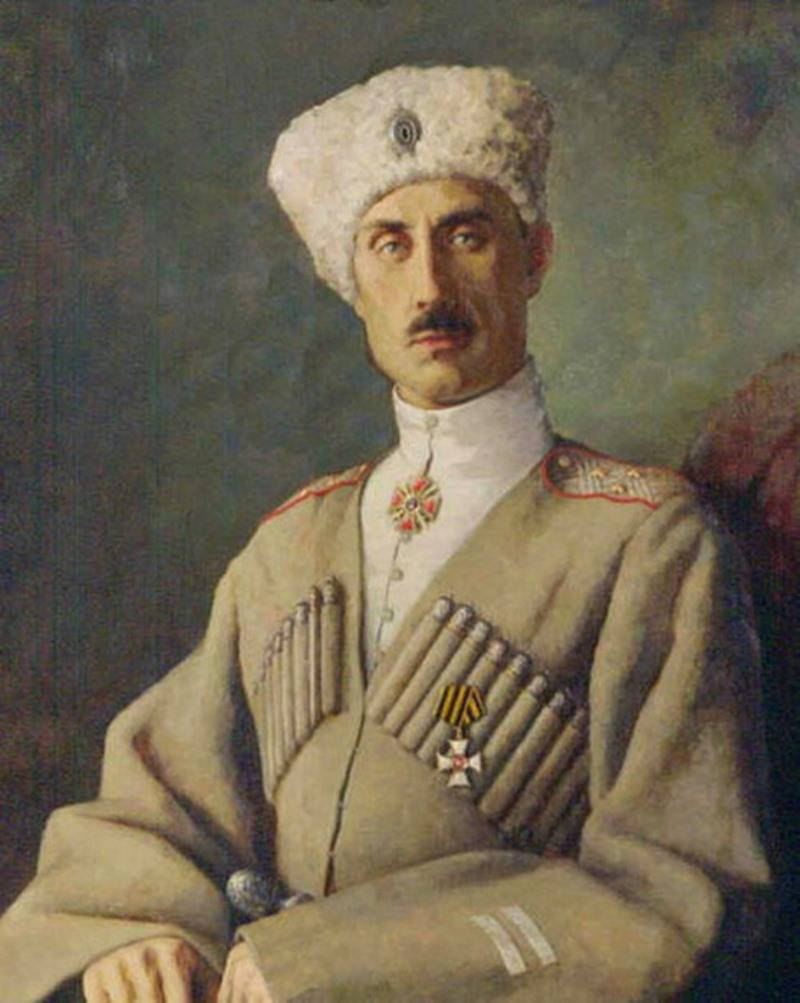
Барон Пётр Врангель в парадной черкеске

Происхождение черкески связывают с тюркскими кафтанами, в частности с хазарским комплексом одежды, ставшим универсальным для всех жителей Хазарского каганата, а также заимствованным другими народами, населявшими Кавказ в раннее Средневековье, в частности, касогами и аланами. В частности, знать Аланской державы, находившаяся в непосредственном контакте с хазарской, вне зависимости от этнической принадлежности перенимала хазарскую же моду, соответственно являвшуюся социальным маркером, показателем социальной престижности. Кроме того, также выделяется целый ряд влияний со стороны других тюркских народов (поскольку распашные и расклёшенные кафтаны до колен, с характерными отворотами ворота (образующими лацканы) являлись общераспространёнными среди тюркоязычных кочевников Евразии, включая хазар.; эта одежда была практически одинаковая по форме), а также иранцев. К VII веку мужская одежда Кавказа представляла собой результат синтеза местных и пришлых (иранских и тюркских компонентов). Таким же образом комплекс северокавказской одежды оставался общим и присущим большей части населения Северного Кавказа и по мере своего развития.
Наглядным образцом такого рода кафтана является находка из могильника Мощевая Балка (КЧР, бассейн реки Большая Лаба), изготовленный из иранской ткани с изображением Симурга (Сэнмурва). Покрой этого кафтана является типичным для тюркской плечевой одежды, и с другой же стороны соответствует покрою более поздней черкески (в частности, описанной видным советским кавказоведом Евгенией Студенецкой). Также были найдены другие кафтаны, изготовленные помимо иранских, из тканей китайского происхождения. Кроме того, данная одежда фиксируется на изображениях на найденных там же серебряных блюдцах. В частности, на одном из таких блюдец, где изображена сцена единоборства, запечатлён кафтан, запахнутый налево с отворотом по вороту, такой кафтан был распашным и приталенным, и опоясывался. Помимо кафтана, костюм включал в себя длинные штаны, заправленные в сапоги, и головной убор в виде (на одном из персонажей).
Дальнейшее развитие черкески, и кавказского костюмного комплекса в целом, связано с влиянием половцев (кыпчаков), монголо-татар, турок-сельджуков, Османской империи и Персии. При этом непосредственно крой как основа одежды не изменялся на протяжении поколений. Так, генуэзский путешественник Джорджио Интериано, составившего первое этнографическое описание адыгов, «Быт и страна зихов, именуемых черкесами» (1502 г.), упоминает среди предметов одежды следующее:

Верхняя часть одежды у них делается из валяной шерсти, наподобие церковной мантии, которую они носят открытой с одной стороны, так, чтобы правая рука оставалась свободной. <…> Под плащом они носят так называемые tpelicci из шелковой или полотняной материи с широкими складками и собранные у пояса снизу, наподобие того, как носили древние римляне.
— Джорджо Интериано. Быт и страна зихов, именуемых черкесами. Достопримечательное повествование = La vita et sito de sichi, chiamati circassi / пер. с ит. Пенчко Н. А..

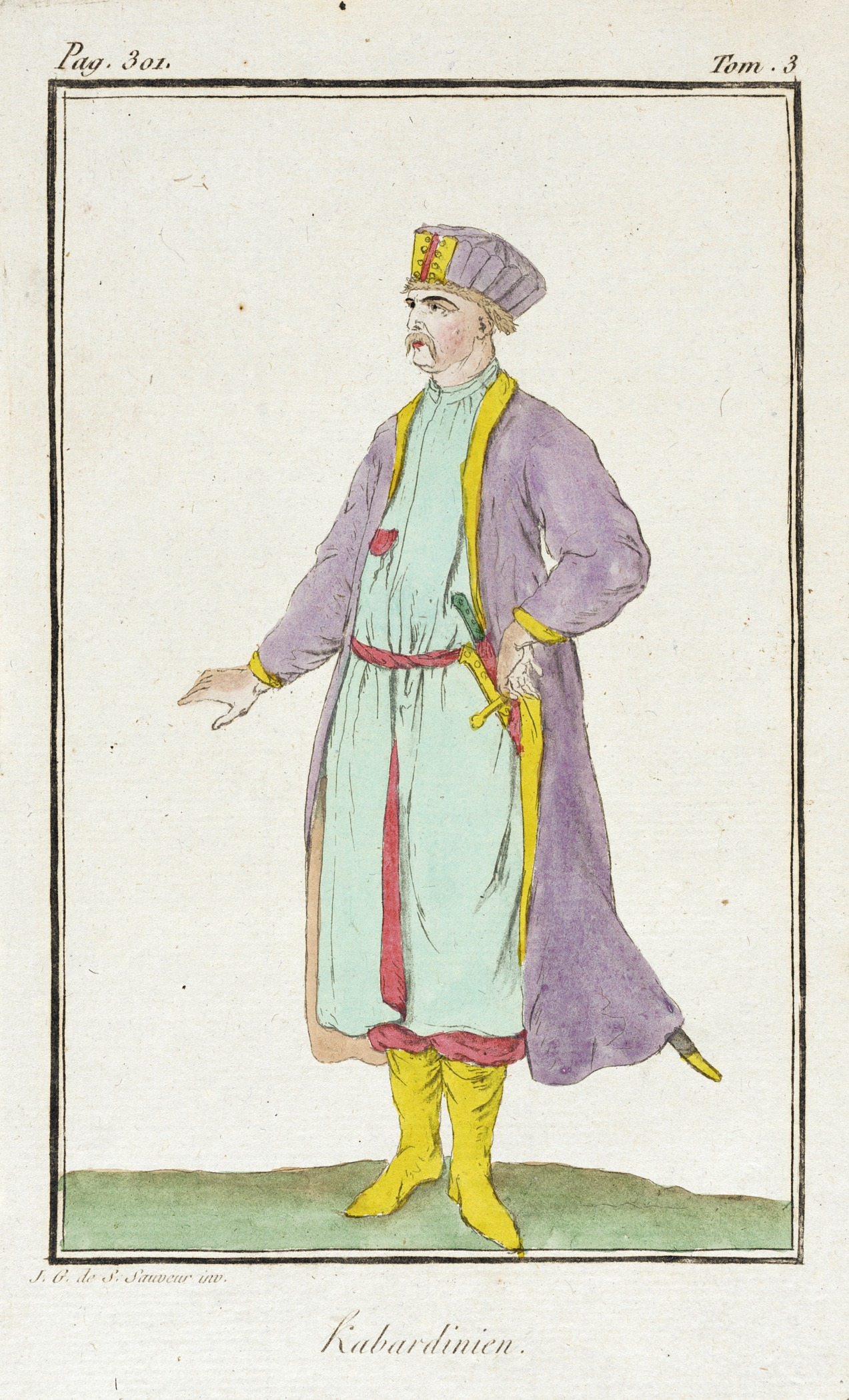
Кабардинец. Конец 18 начало 19 века

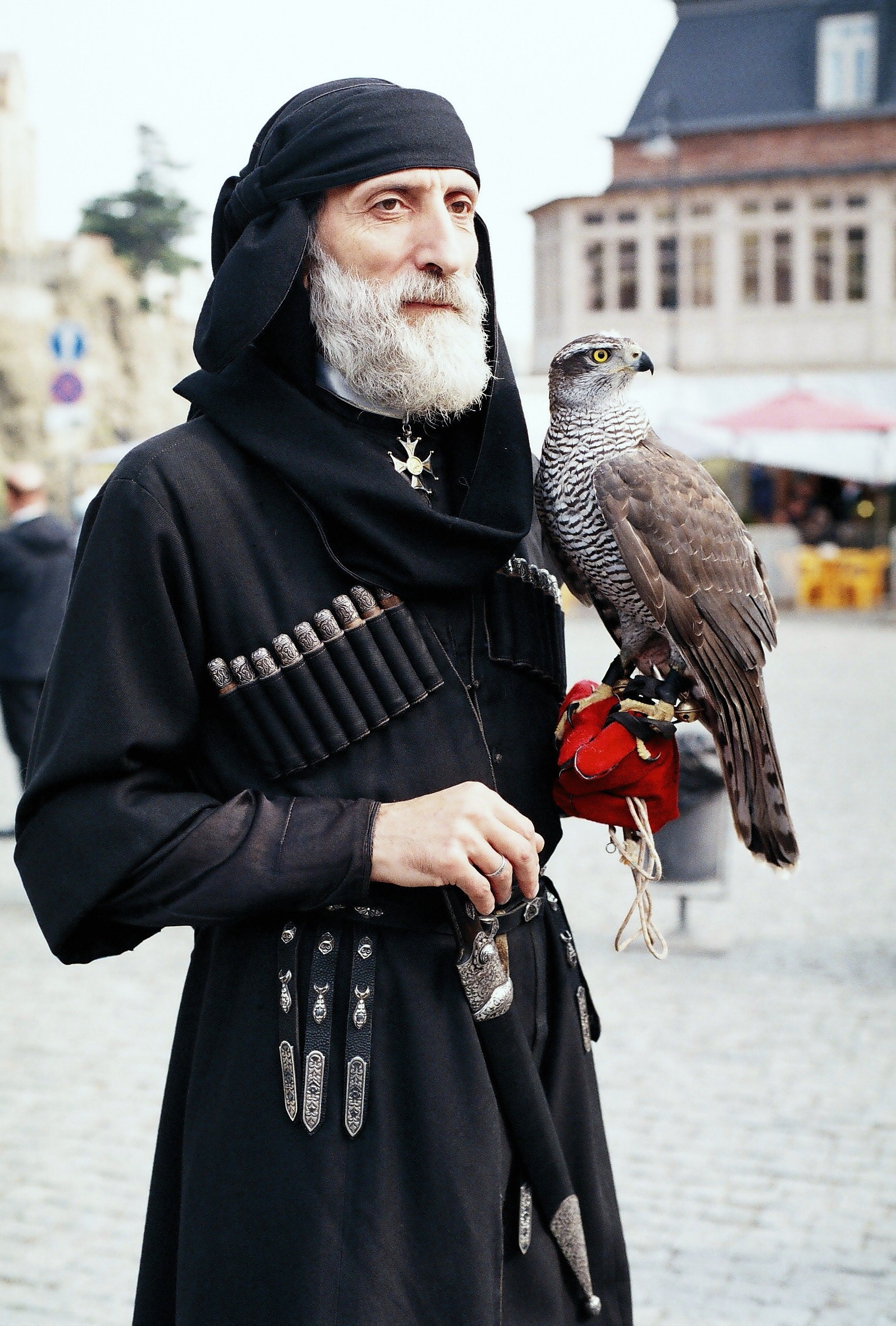
Грузин в традиционном костюме (включая черкеску с газырями) на празднике Тбилисоба

Черкеска с газырями, равно как и другие элементы современного традиционного кавказского костюма, сформировалась к XVI-XVII столетиям. Черкеска характерна почти для всех народов Кавказа, более ранние грузинские гравюры и рисунки, а так же изваяния в церквях показывают, что для грузинов того времени был характерен кафтан схожий по крою, но имеющий ряд фундаментальных отличий от современной черкески. Ранние изображения с адыгами так же показывают, что одежда адыгская одежда XVIII века была далека от современной черкески. Вместе с тем на одном из изображений с кабардинскими аристократами, несмотря на непохожесть самой черкески, мы можем увидеть газыри, нашитые на грудь воина. Появление черкески в её современном виде связано с влиянием феодальной Кабарды. Именно в среде кабардинцев этот общий вид кавказского костюма нашёл своё наиболее яркое выражение. Стоит при этом учитывать, что Кабарда находилась на высокой степени общественного развития (именно там раньше всех сложился феодальный строй) и поэтому играли существенную роль на территории Северного Кавказа, служа образцом в области бытового уклада, обычаев, поведения, одежды и так далее. Ввиду этого подвергнувшаяся кабардинскому влиянию одежда (в большей степени мужская, но местами и женская) получила распространения не только на Северном Кавказе, но и в Закавказье.
В XIX-XX веках черкеска считалась маркером взрослого мужчины, в первый раз жизни черкеску у коренных народов Кавказа шили мальчику, достигшему возраста 10-12 лет, иногда и позднее. Казачата впервые получали полный комплект одежды с черкеской в возрасте 16 лет.
В XVIII веке у адыгов (судя по изображениям иностранцев) черкеска была более свободной, нежели позднее. Черкеска того времени доходила до колен или середины бедра, а вырез был гораздо уже, вплоть до того, что от талии до шеи иногда присутствовала застёжка. В ряде случаев у черкески был небольшой стоячий ворот со скошенными спереди углами. Черкески также могли обладать откидными рукавами, от подмышки от локтя незашитыми, и в это отверстие продевалась рука. Подобные черкески, в частности, бытовали у адыгов, осетин (у них — изредка), грузин и других народов Закавказья, а также персов и черноморских казаков. Также из погребений в наземных осетинских склепах известны находки черкесок с рукавами по локоть. Газыри же долгое время носились в специальных кожаных сумках — газырницах, носившихся на ремнях на поясе или через плечо (также через плечо носили шашки и ружья); лишь позднее, с более широким распространением огнестрельного оружия газыри стали нашивать на груди черкески. Судя по изображениям XVIII и первой половины XIX вв., в то время газыри изготовлялись из кожи (чаще всего красного цвета), впоследствии, когда газыри стали нашивать на черкеску, их стали шить из той же ткани, что и сама черкеска. В XVIII-начале XIX века будничные черкески у адыгов и осетин были тёмных цветов (чёрного, коричневого, серого) и изготовлялись из домотканого сукна. Праздничные адыгские черкески изготовлялись из покупного сукна ярких цветов — красного, голубого жёлтого и так далее; они могли украшаться галунами, а иногда и вышивкой. Сукно, шедшее на черкески у адыгов, изготовлялось из козьего пуха; оно отличалось высоким качеством, и из него также шили бешметы, башлыки и войлочные шляпы. Черкески старинного покроя — со стоячим воротом и без нашитых газырей — сохранялись у осетин (в частности, они известны из погребений в даргавсском Городе мёртвых), и иногда балкарцев, вплоть до начала XX века, служа рабочей одеждой. Информации о черкесках у вайнахов довольно мало (немного материала по черкескам ингушей, ещё беднее он по чеченцам), некоторые учёные характеризуют подобную одежду в качестве халатов (в частности, проводивший раскопки ингушских наземных склепов XVI-XVIII вв. русский и советский археолог Леонид Семёнов, описывая мужскую верхнюю одежду из шёлковых или шерстяных тканей, называет её халатом). Праздничные осетинские черкески, согласно сведениям юриста Вальдемара Пфаффа, изготовлялись из более тонкого, нежели, сукна, и были коричневого, синего, жёлтого и даже красного цветов. Количество газырей доходило до 7-9. В Дагестане, согласно сведениям историка, генерал-лейтенанта Николая Дубровина, черкески изготовлялись опять же из домотканого сукна, и были тёмных цветов, белые или серые. Дубровин отмечает, что черкески тавлинцев — горцев северной части Дагестана — были без газырей. Черкески, как и другие предметы мужской одежды (кроме белья), а также обуви и головных уборов, изготавливали исключительно мужчины, исключением были кумыки: черкески, а также шубы и бешметы, у кумыков шили женщины. Крестьяне юга, запада и востока Грузии носили тёмно-синие черкески из шерстяных тканей (так и местных, так и привозных), доходившие до середины голени. Она обладала отрезной спинкой и сильно скошенным к спине бочков. Боковой шов обшивался чёрными нитями. Газыри на черкеске, утратив свой утилитарный статус как карманов для хранения зарядов огнестрельного оружия, со временем уменьшились в размерах, а их количество достигло 30. Таким образом они приобрели чисто декоративный характер. Черкеска не сходилась на всю длину примерно на одну четверть, оставляя открытым надевавшийся под неё архалук. На работе полы черкески затыкались на спине за пояс.

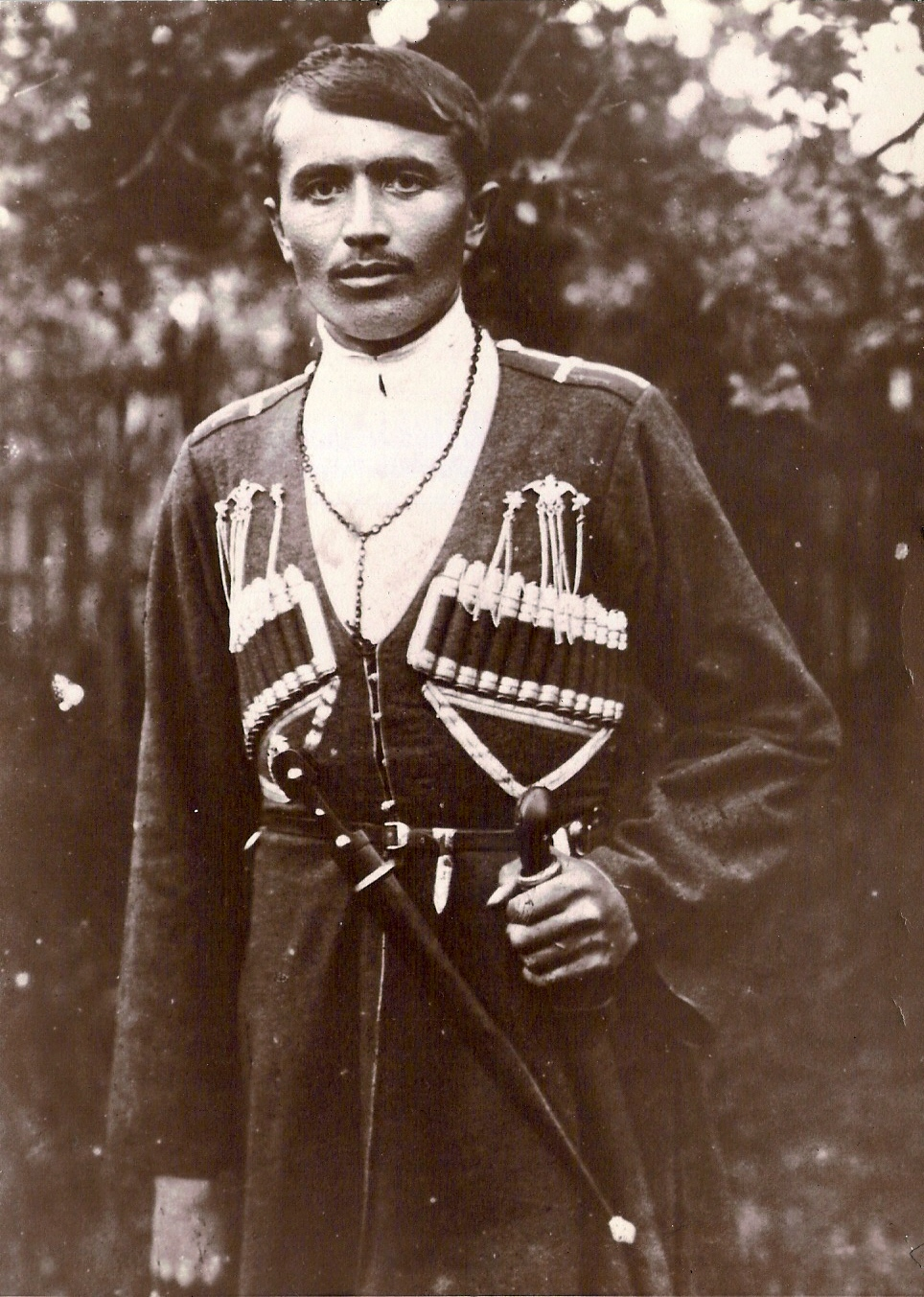
Кубанский казак в черкеске, начало XX века

Дальнейшая эволюция черкески в XIX веке проходит в сторону удлинения подола, расширения и упрощения покроя рукавов. Таким образом черкеска современного вида, с широким вырезом и плотно закрытой грудью, оформляется именно в это время (однако и в XIX веке крестьяне делали более свободные, «с запасом», черкески). Увеличивается и ширина рукавов черкески. Как и ранее, основным материалом изготовления служило домотканое сукно, преобладали натуральные цвета шерстяной ткани, реже черкески шили из крашеного сукна. Впрочем, для изготовления праздничных черкесок начинают применять покупное фабричное сукно, особенно с рубежа XIX-XX веков. Со второй половины XIX века характерными чертами покроя черкески являются цельная спинка, зауженная по талии, и цельный перед, благодаря чему верхняя часть туловища плотно закрыта. Книзу подол расширяется за счёт боковых клиньев, а также клинообразной формы нижней части спинки. В начале XX века в моду (прежде всего среди социальной верхушки, особенно в равнинной части Кавказа) вошли очень долгополые черкески, доходившие до пола, и представлявшие удобство лишь для всадников. Однако такая мода продержалась относительно недолго. В это же время, а особенно в 1920-1930-е годы, начали делать черкески с отрезной спинкой.
Кубанские и терские казаки довольно быстро восприняли одежду коренных народов Кавказа, включая черкеску. Черкеска была форменной, а также праздничной одеждой (так, черкески кубанцев по форме с 1871 года носятся с красным бешметом, а терцев — с синими; сами же черкески у кубанцев — чёрно-синие, а у терцев — тёмно-серые). Праздничные казачьи черкески изготовлялись из тонкого сукна, как и домотканого, так и покупного. Щёголи-казаки носили через плечо черкески «знак», представлявший собой серебряную тесьму. Многие казачьи семьи были вынуждены занимать черкеску (и другие предметы одежды, например, сапоги и бешмет), например, на свадьбу сына, поскольку они не могли позволить эту одежду хорошего качества.
Во время Первой мировой войны появились черкески защитного цвета. Последний глава Белого движения барон Врангель с сентября 1918 года получил прозвище «чёрный барон» за свою характерную традиционную повседневную форму одежды — чёрную черкеску с газырями. Во время Гражданской войны он предпочитал черкеску другой военной форме.
С появлением в 1920-е годы на Кавказе национальных военных частей и соединений, черкеска, наряду с другими элементами традиционного костюма, стала частью особой униформы этих формирований. Так, она входила в состав формы 11-й кавалерийской дивизии Северо-Кавказского военного округа (форма утверждена приказом РВС СССР 1926 г. №302). Форменная черкеска изготовлялась из тёмно-серого сукна, с подкладкой из хлопчатобумажной ткани на рукавах и до талии. В газырницах насчитывалось 12 газырей. Края пол, газырей а также боковые швы снизу, обшивались чёрным шнуром. Сохранились форменные черкески и в казачьих формированиях советской армии, в качестве выходной (парадной) формы (утверждена в 1936 г. приказом НКО СССР № 67). Цветовая гамма черкески и бешмета у терских и кубанских казаков сохранилась такая же, как и до революции: светло-синий бешмет со светло-серой черкеской у терцев; и тёмно-синяя черкеска с красным бешметом у кубанцев.
В 1930-е годы на Кавказе черкеска всё ещё была весьма распространённой, хотя иногда она заменялась шинелью офицерского покроя. После Великой Отечественной войны черкеска вышла из употребления в качестве повседневной одежды, в 1960-1970-е годы в быту их носили единицы.